# Sa'id b. Zayd
Saʿīd ibn Zayd b. ʿAmr b. Nufayl (in arabo سعيد بن زيد‎?; La Mecca, 593 – Medina, 671) è stato uno dei Dieci Benedetti, appartenente al clan meccano dei Banū Kaʿb b. Luʾayy.

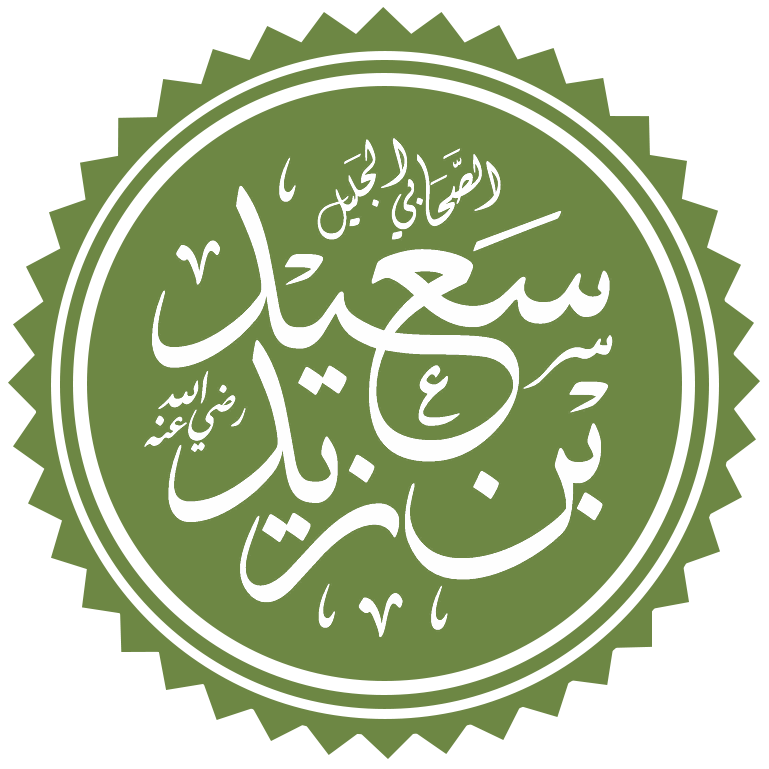
Calligrafia di Sa'īd b. Zayd

Cugino e cognato di ʿUmar b. al-Khaṭṭāb per averne sposato la sorella Fāṭima, si dice che il futuro secondo califfo dell'Islam si fosse convertito proprio grazie a lui.
Pur non partecipando - per espletare un incarico affidatogli dal profeta Maometto - alla battaglia di Badr, Saʿīd b. Zayd combatté in tutti i primi fatti d'arme islamici assumendo posti di comando.
Non approvò l'operato di ʿUthmān b. ʿAffān ma non fu tra i sostenitori di ʿAlī b. Abī Ṭālib. Nonostante l'alta considerazione che aveva per lui Maometto, non ricoprì posti di particolare rilievo nella Umma, anche se alcune fonti lo indicano come governatore di Kufa sotto Muʿāwiya b. Abī Sufyān.